# Doc Coyle

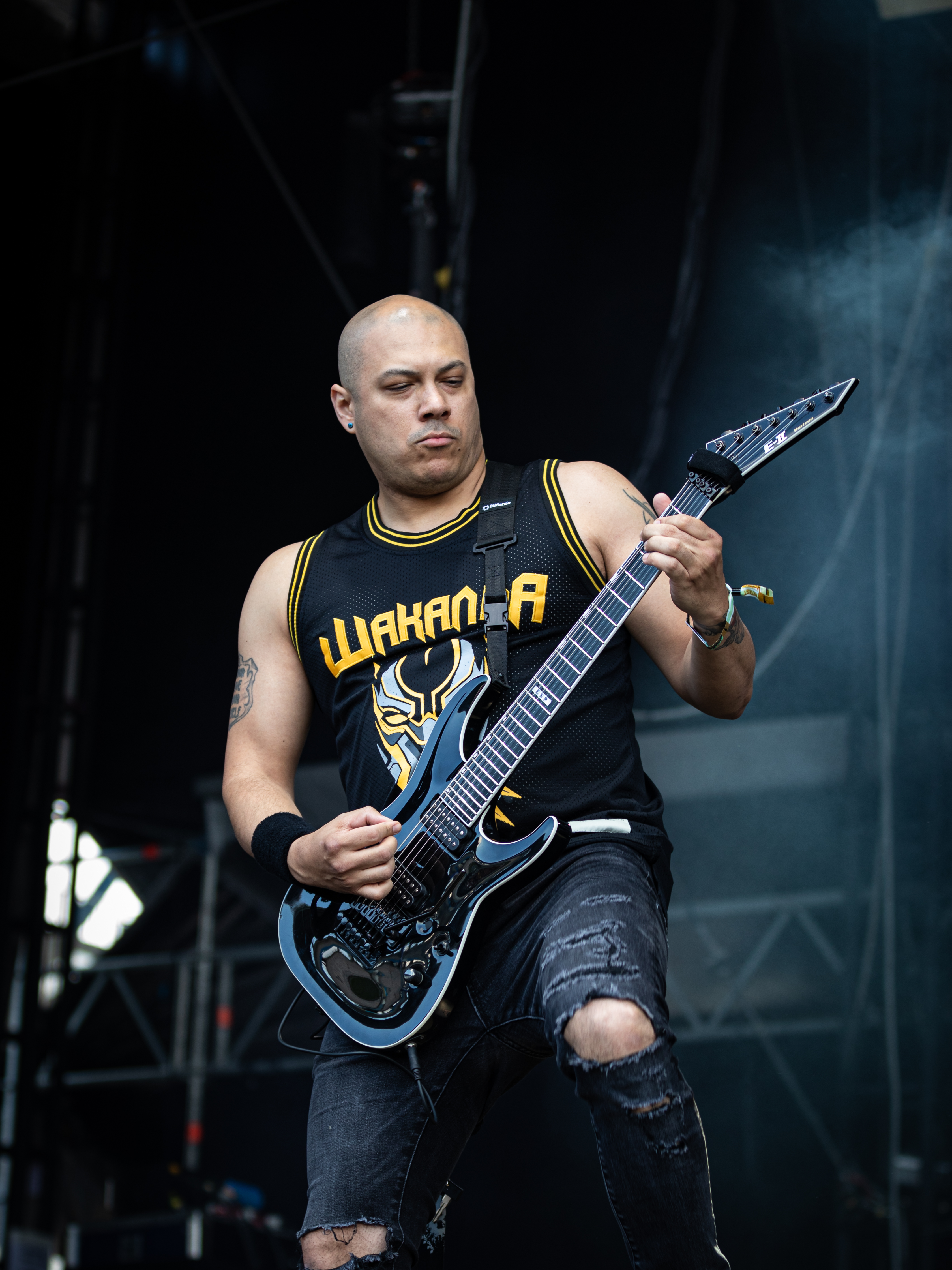
Gitarrist Doc Coyle (2019)

Doc Coyle (* 1980er Jahre in den USA) ist ein US-amerikanischer Gitarrist.

## Werdegang
Doc Coyle begann seine Karriere zusammen mit seinem Bruder Dallas Coyle Ende der 1990er Jahre mit der Metalcore-Band God Forbid aus East Brunswick, New Jersey. Mit God Forbid veröffentlichte Coyle sechs Studioalben, die weltweit über 300.000 Mal verkauft wurden. Im August 2013 verließ Doc Coyle die Band, die sich kurze Zeit später auflöste. Im Jahre 2012 gründete Coyle die Hard-Rock-Band Vagus Nerve. Zwischenzeitlich half Coyle bei Bands wie Lamb of God und Darkest Hour als Gitarrist sowie bei Trivium und Unearth als Bassist aus und war als Songschreiber für Body Count und Jamey Jasta tätig. 2015 zog Coyle nach Los Angeles und spielte als Rhythmusgitarrist das Album Alchemy der Band Meytal, hinter der die aus Israel stammende Schlagzeugerin Meytal Cohen steht. Anfang 2019 spielte Coyle eine kleine Tournee mit dem Soloprojekt von Mark Morton (Lamb of God).
Im Jahre 2016 gründete Coyle zusammen mit dem ehemaligen DevilDriver-Schlagzeuger John Boecklin, dem Sänger Tommy Vext, dem Gitarristen Chris Cain (Bury Your Dead) und dem Bassisten Kyle Konkiel (In This Moment) die Band Bad Wolves.  Zwei Jahre später erschien das Debütalbum Disobey. Bekannt wurde die Band durch ihre zweite Single Zombie, eine Coverversion des Songs von den Cranberries. Die Cranberries-Sängerin Dolores O’Riordan sollte das Lied mit der Band einspielen, starb jedoch am Aufnahmetag in London. Die Single erhielt in den USA und Kanada jeweils Platin. Im April 2025 verließ Coyle die Band.
Im Jahre 2023 half Doc Coyle bei der Band Ice Nine Kills auf deren Europatournee aus, bei der einige Konzerte das Vorprogramm von Metallicas M72 World Tour bildeten.

## Diskografie
mit Bad Wolves
mit God Forbid
mit Meytal
- 2015: Alchemy